# АЭС Кофрентес
АЭС Кофрентес (исп. Central nuclear de Cofrentes) — действующая атомная электростанция на востоке Испании. 
АЭС расположена на берегу реки Хукар в муниципалитете Кофрентес провинции Валенсия в 100 км на юго-запад от города Валенсия.
На АЭС Кофрентес применяется один реактор типа BWR (кипящий водяной реактор) компании General Electric мощностью 1102 МВт. 

## Инциденты
22 сентября 2009 года реактор АЭС был остановлен для проверки состояния топливных элементов. В результате было допущено падение одного из элементов. Последствий для персонала и окружающей среды не было.

## Информация об энергоблоках
| Энергоблок | Тип реакторов | Мощность | Мощность | Начало строительства | Физпуск    | Подключение к сети | Ввод в эксплуатацию | Закрытие |
| Энергоблок | Тип реакторов | Чистый   | Брутто   | Начало строительства | Физпуск    | Подключение к сети | Ввод в эксплуатацию | Закрытие |
| ---------- | ------------- | -------- | -------- | -------------------- | ---------- | ------------------ | ------------------- | -------- |
| Кофрентес  | BWR-6         | 1064 МВт | 1102 МВт | 09.09.1975           | 23.08.1984 | 14.10.1984         | 11.03.1985          | —        |